# Nokia S60
Nokia S60 (dawniej Series 60) – platforma dla telefonów komórkowych korzystających z systemu operacyjnego Symbian. 
Series 60 to opracowana przez firmę Nokia platforma oprogramowania dla smartfonów. Zawiera interfejs użytkownika oraz całość oprogramowania i aplikacji zapewniających podstawowe funkcje telefonu, a także zaawansowane aplikacje. Umożliwia korzystanie z fabrycznie instalowanej przeglądarki internetowej, aparatu fotograficznego i kamery wideo, odtwarzacza multimedialnego, aplikacji do odbioru i przesyłania wiadomości, galerii zdjęć i innych funkcji. Pozwala również instalować nowe aplikacje w technologii Java i Symbian.

## Elementy interfejsu
Interfejs użytkownika Series 60 obejmuje:
- Wbudowane odnośniki w aplikacjach
- Dźwięki, schematy kolorów i czcionki
- Możliwość personalizacji wyglądu dzięki kompozycjom pulpitu
- Możliwość zdefiniowania skrótów klawiszy, klawiszy programowych i opcji układu menu
- 5-stopniową nawigację, uruchamianie aplikacji i klawisze przeniesienia
- Kalendarz z opcjami podglądu miesiąca, dnia i tygodnia
- Możliwość ustawiania alarmów dla zdarzeń z kalendarza oraz przesyłania zdarzeń do innych telefonów Series 60
- Synchronizację danych bezprzewodowo pomiędzy telefonami lub pomiędzy telefonem i komputerem.
- Możliwość dodawania miniaturek zdjęć do wizytówek z numerami telefonów
- Zunifikowane opcje wiadomości pozwalają na dostęp do funkcji SMS, MMS oraz poczty elektronicznej z jednego miejsca
- Dostęp do wielu kont poczty elektronicznej dzięki jednemu, wspólnemu interfejsowi
- Powiadomienia o nowych listach elektronicznych
- Opcję podglądu załączników do listów elektronicznych takich jak arkusze kalkulacyjne, prezentacje i inne dokumenty
- Dostęp do witryn internetowych oraz do stron WAP dopasowanych do zastosowań komórkowych, specyficznych dla operatorów
- Zaawansowane możliwości przeglądania stron internetowych: opcja tworzenia zakładek do ulubionych witryn
- Wbudowany odtwarzacz Real-Player umożliwia dostęp do usług transmisji strumieniowej plików muzycznych i wideo
- Wbudowany odtwarzacz MP3
- Możliwość instalacji zewnętrznych aplikacji Java™ oraz Symbian

## Wersje
Obecnie istnieje kilka różnych wersji platformy S60:

### Series 60 1st Edition (Version 1.x)
Bazująca na Symbian OS 6.1
- Nokia 7650 (Symbian OS 6.0)
- Nokia 3600
- Nokia 3620
- Nokia 3650
- Nokia 3660
- Nokia N-Gage i N-Gage QD
- Samsung SGH-D700
- Sendo X
- Sendo X2
- Siemens SX1

### Series 60 2nd Edition (Version 2.0)
Bazująca na Symbian OS 7.0
- Nokia 6600
- Panasonic X700
- Samsung SGH-D710

### Series 60 2nd Edition, Feature Pack 1 (Version 2.1)
Bazująca na Symbian OS 7.0s
- Nokia 6620
- Nokia 7610
- Nokia 6260
- Nokia 6670
- Nokia 3230

### Series 60 2nd Edition, Feature Pack 2 (Version 2.6)
Bazująca na Symbian OS 8.0a
- Nokia 6630
- Nokia 6680
- Nokia 6681
- Nokia 6682

### Series 60 2nd Edition, Feature Pack 3 (Version 2.8)
Bazująca na Symbian OS 8.1a
- Nokia N70
- Nokia N72
- Nokia N90

### S60 3rd Edition (Version 3.0)
Bazująca na Symbian OS 9.1
- Nokia 3250
- Nokia 5500
- Nokia E50
- Nokia E60
- Nokia E61
- Nokia E61i
- Nokia E62
- Nokia E65
- Nokia E70
- Nokia N71
- Nokia N73
- Nokia N73 Music Edition
- Nokia N75
- Nokia N77
- Nokia N80
- Nokia N80 Internet Edition
- Nokia N91
- Nokia N92
- Nokia N93
- Nokia N93i

### S60 3rd Edition, Feature Pack 1 (Version 3.1)
Bazująca na Symbian OS 9.2
- Nokia E51
- Nokia E63
- Nokia E66
- Nokia E71
- Nokia E90
- Nokia N76
- Nokia N81
- Nokia N81 8GB
- Nokia N82
- Nokia N95
- Nokia N95 8GB
- Nokia N95-3 NAM
- Nokia N95 8GB NAM(N95-4)
- Nokia 5700 XpressMusic
- Nokia 6110 Navigator
- Nokia 6120 Classic
- Nokia 6121 Classic
- Nokia 6290
- Samsung SGH-g810
- Samsung SGH-i400
- Samsung SGH-i450
- Samsung SGH-i520
- Samsung SGH-i550, Samsung SGH-i550w
- Samsung SGH-i560
- LG KS10
- LG KT610
- LG KT615

### S60 3rd Edition, Feature Pack 2 (Version 3.2)
Bazująca na Symbian OS 9.3
- Nokia 5320 XpressMusic
- Nokia 5630 XpressMusic
- Nokia 5730 XpressMusic
- Nokia 6220 Classic
- Nokia 6210 Navigator
- Nokia 6650 fold (T-Mobile)
- Nokia 6710 Navigator
- Nokia 6720 Classic
- Nokia 6730 Classic
- Nokia 6760 Slide
- Nokia C5-00
- Nokia E5-00
- Nokia E52
- Nokia E55
- Nokia E72
- Nokia E75
- Nokia N78
- Nokia N79
- Nokia N85
- Nokia N86 8MP
- Nokia N96
- Nokia N96-3
- Samsung i7110
- Samsung i8510 INNOV8
- Samsung l870

### S60 5th Edition (Version 5.0)
Bazująca na Symbian OS 9.4
- Nokia 5230
- Nokia 5530 XpressMusic
- Nokia 5800 XpressMusic
- Nokia N97 mini
- Nokia N97
- Nokia C5-03
- Nokia C6
- Nokia X6
- Samsung SGH-i8910 (Omnia HD)
- Sony Ericsson Satio (Idou, U1)
- Sony Ericsson Vivaz
- Sony Ericsson Vivaz Pro